# Jan ten Brink (Philologe)

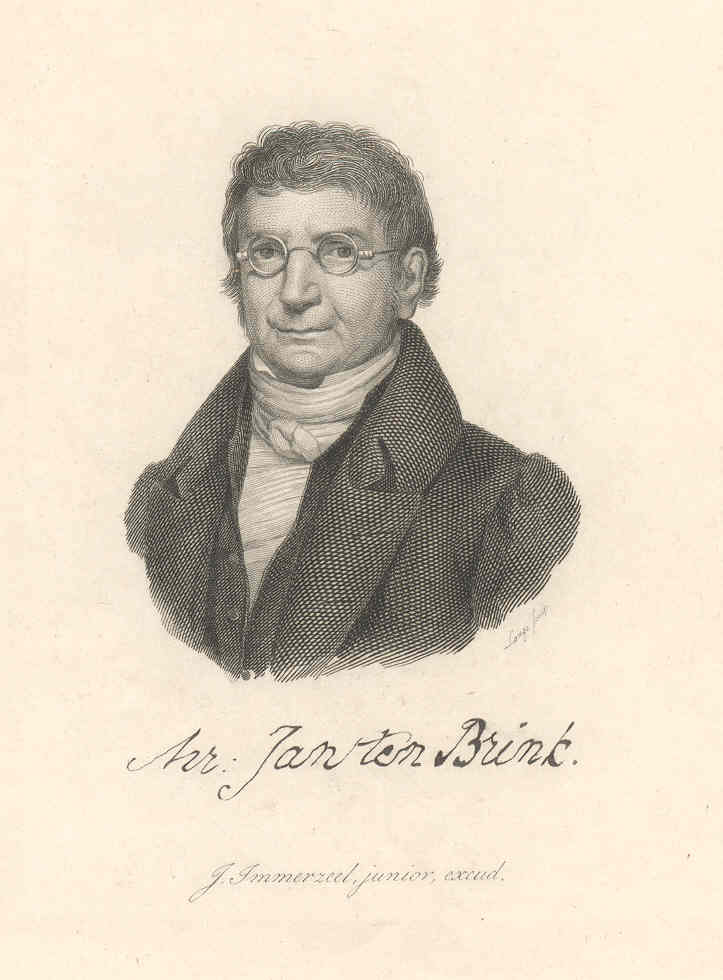
Jan ten Brink

Jan ten Brink (* 8. September 1771 in Amsterdam; † 2. Oktober 1839 in Groningen) war ein niederländischer klassischer Philologe.

## Leben
Der Sohn des Amsterdamer Hutmachers Barend ten Brink und dessen Frau Hilletje Tromp besuchte das „Athaneum Illustre“ seiner Heimatstadt. Danach begann er ein Studium der Theologie und Literatur an der Universität Leiden. Hier verteidigte er unter Johan Luzac (1746–1807) seine Dissertation Observationes in loca Veterum, praecipue quae sunt de Vindicta Divina. In der Batavischen Revolution von 1795 übernahm eine aktive Rolle. 1796 wurde er Lehrer an der Lateinschule in Harderwijk, 1799 Rektor der Lateinschule in Schiedam und bald danach Rektor des Gymnasiums in Harderwijk.
Als Rektor des Harderwijker Gymnasiums hielt er seine Antrittsrede Oratio de Graecorum Romanorumque scriptorum studio hac etiam philosophiae luce praestantissimo (Harderw. 1799) und verfasste 1801 eine Oratio pro Graecae linguae studio (Harderw. 1801). 1804 berief ihn die Universität Harderwijk zum Professor der Geschichte, Rhetorik und griechischen Literatur, welches Amt er mit der Rede Oratio de Tragedia Graeca antrat. Hier war er auch 1807 Rektor der Hochschule und wurde nach der Aufhebung derselben 1812 Rektor der Lateinschule in Haarlem. Als die Niederlande ihre Unabhängigkeit erworben hatte, erhielt Jan ten Brink 1815 die Professur der griechischen und lateinischen Sprache an der Universität Groningen, welche er bis zu seinem Lebensende versah.
Ten Brinck hatte profunde Kenntnisse der antiken Literatur, wie seine Übersetzungen von Sallust, Cicero, Xenophon, Demosthenes und anderen zeigen. Am 18. März 1805 erhielt er die Ehrendoktorwürde der Harderwijker Alma Mater und war Mitglied mehrerer Gelehrtengesellschaften.
Brink war zwei Mal verheiratet. Seine erste Ehe schloss er am 14. August 1797 mit Helena Wijva Glasius, aus der Ehe entstammen neun Kinder. Seine zweite Ehe schloss er am 12. August 1828 mit Johanna van Staden, der Witwe des Albert Jan Glasius.

## Werke
- Redevoering gehouden in tegenwoordigheid van de Provisioneelen Raad en de gemeente van Leyden in de St. Pieterskerk aldaar, op den 17den Junij 1795. Leiden 1795.
- Bedenkingsn tegen het voorstel van den burger C.L. van Beyma, gedaan in de Nationale Vergadering, op Woensdag den 20sten September 1797; om door ambtenaren af te doen leggen den eed van haat aan het Stadhouderschap, de Aristocratie en de Regeringloosheid. Amsterdam 1797.
- Crispus Sallustius, over de zamenzwering van L.S. Catilina, benevens vier redevoeringen van Cicero, over hetzelfde onderwerp, uit het Latijn vertaald met aanmerkingen. Amsterdam 1798
- Dupaty, Brieven over Italië, in het jaar 1788, uit het Fransch vertaald. Groningen 1799
- Krijgstogt van Cyrus door Xenophon; uit het Grieksch vertaald, met eene kaart en aanteek. Amsterdam 1809
- Medea, treurspel van Euripides, uit het Grieksch vertaald. Amsterdam 1813
- Nieuwe Fransche Tiranny, bijzonder onder de regering van Napoleon, ten gebruike der scholen. Amsterdam 1814
- Cyropedie, of over de opvoeding en het leven van den ouden Cyrus, door Xenophon, uit het Grieksch vertaald. Amsterdam 1814. 2 Teile
- Kort betoog dat de verbondene mogendheden geregtigd en verpligt zijn om Napoleon Bonaparte van den Franschen troon met geweld van wapenen te verdrijven. Amsterdam 1815
- Xenophon, Gedenkwaardigheden van Socrates, uit het Grieksch vertaald. Groningen 1819
- E. Jouy, de Zedekunde op de Staatkunde toegepast, uit het Fransch vertaald en met aanmerkingen opgehelderd. Groningen 1823–1824, 2. Teile
- Gedichten. Amsterdam 1824